# Мишохвістка сережчаста
Мишохвістка сережчаста (Myurella julacea) — вид мохів порядку гіпнобрієвих (Hypnales).

## Поширення
Ареал охоплює такі частини світу: Європа, Північна Америка, Азія.
Населяє вапняні місця, просочування, ущелини скель, болота, бореальні й арктичні області, гірські області з вапняними породами; від низьких до високих висот.

## Характеристика
Рослини жовто-зелені. Стебла 2 см, 1–2 мм ушир. Стеблові листки прямі, скучені, черепицеві, від округлих до яйцеподібних, 0.3 мм; краї від майже цілих до зубчастих; верхівка округло-тупа або зрідка коротко-загострена.